# Cá heo Hector
Cá heo Hector, tên khoa học là Cephalorhynchus hectori, là một loài động vật có vú trong họ Cá heo đại dương, bộ Cá voi. Loài này được nhà động vật học Pierre-Joseph van Beneden mô tả vào năm 1881.

## Hình ảnh

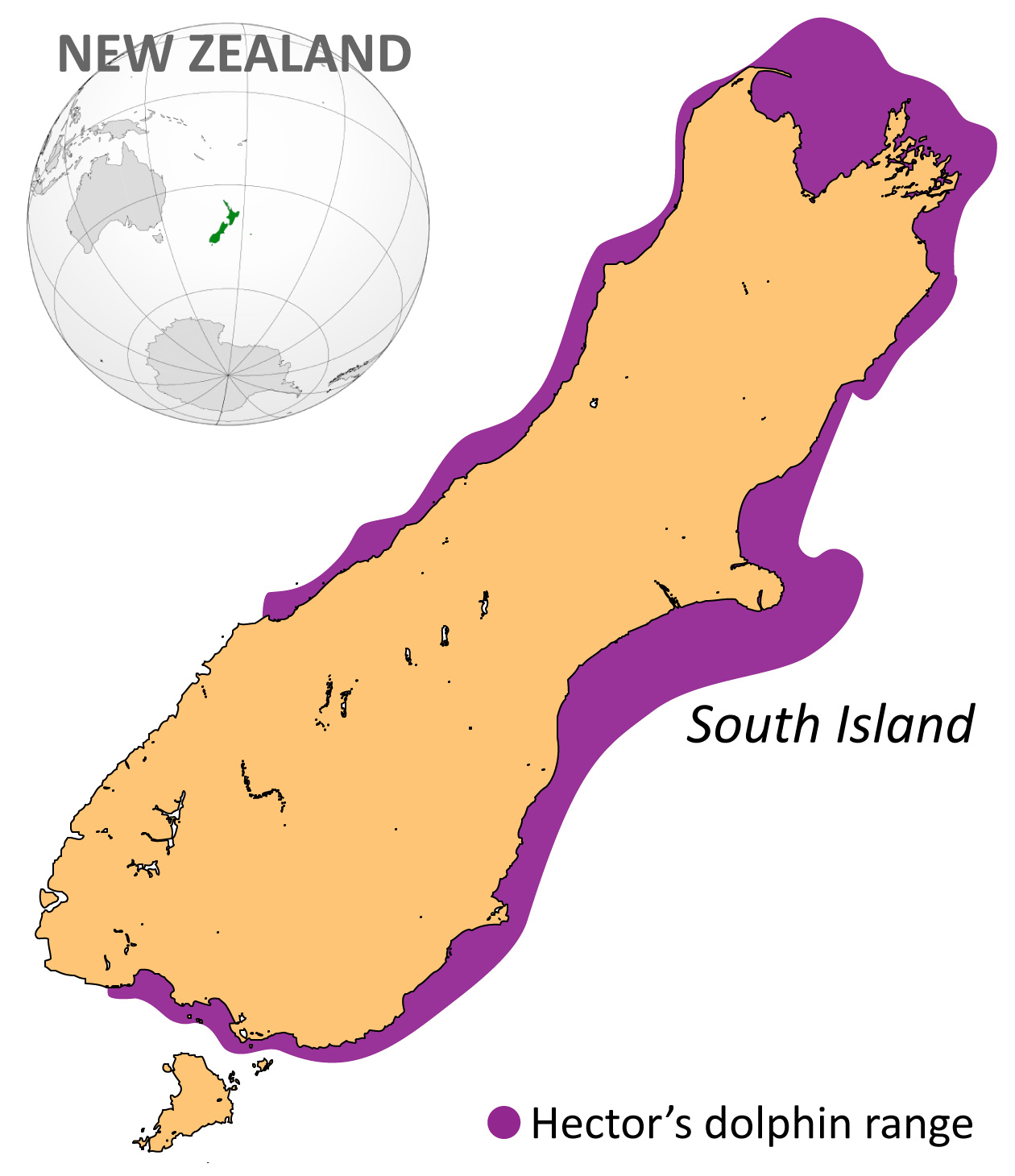
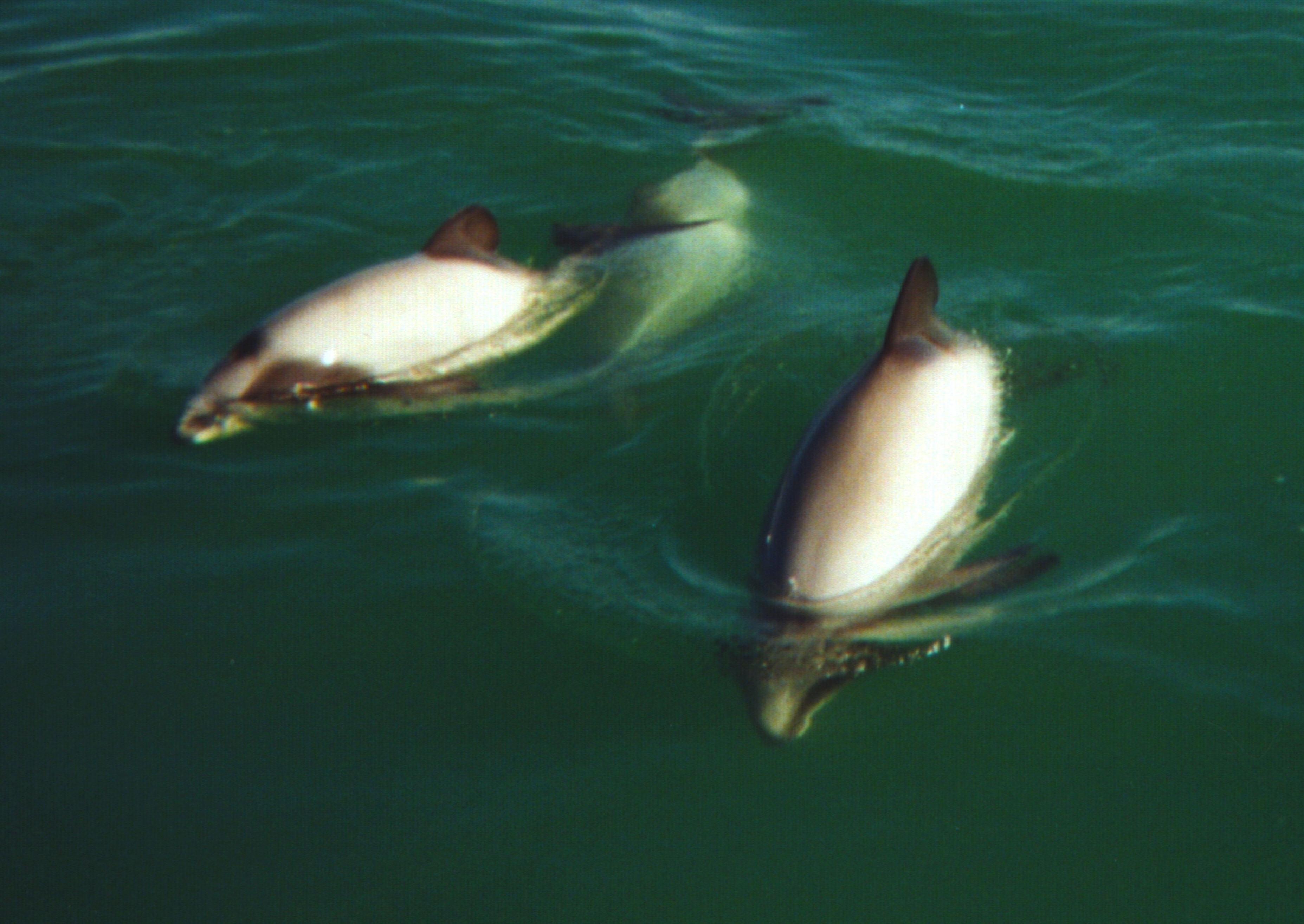